# 羅森沃爾德山
85°4′S 179°6′W / 85.067°S 179.100°W
羅森沃爾德山是南極洲的山峰，位於杜費克海岸，屬於毛德王后山脈的一部分，處於蓋洛普冰川和鮑德溫冰川之間，海拔高度3,450米，現時由南極條約體系管理。